# Пожарный извещатель

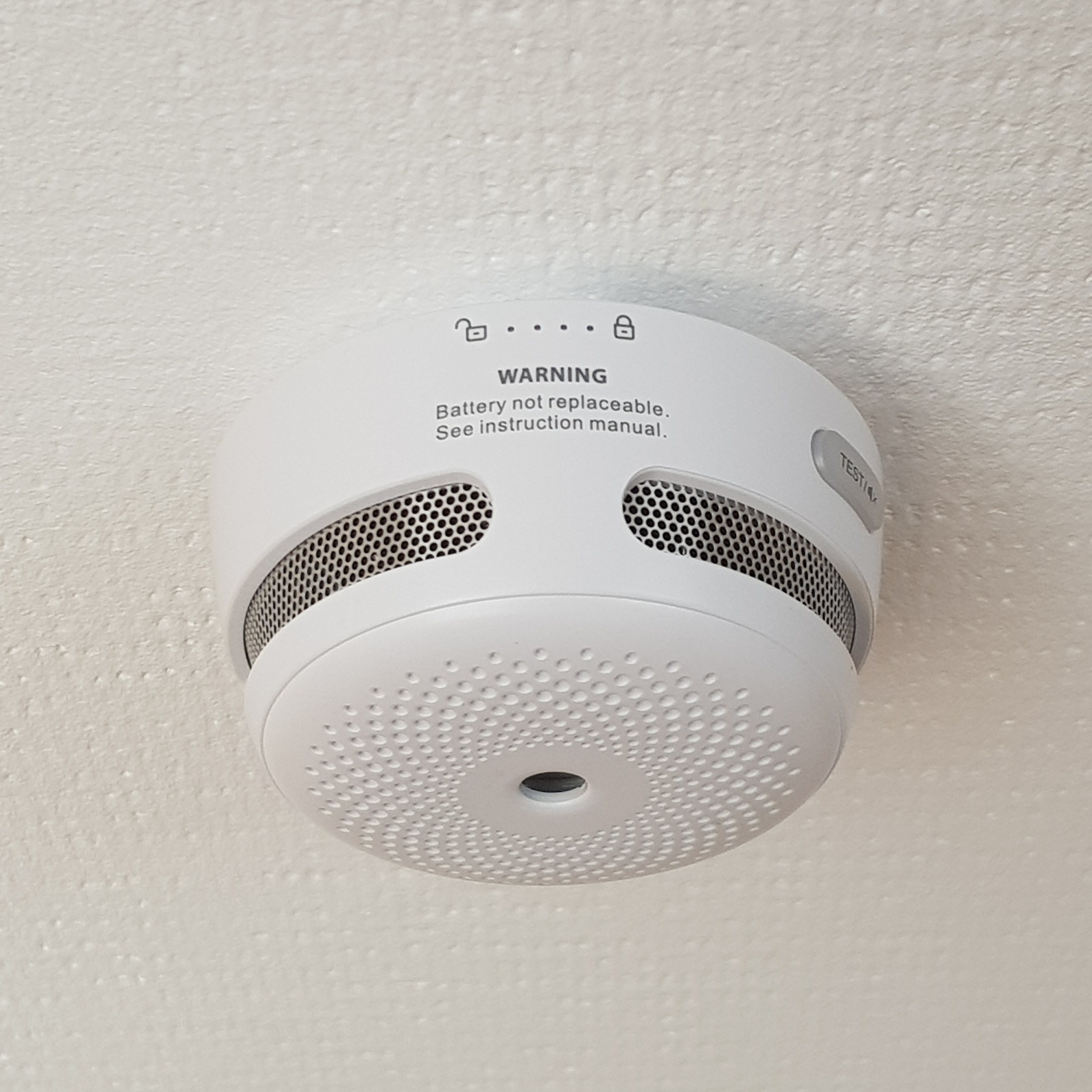
Автономный дымовой извещатель

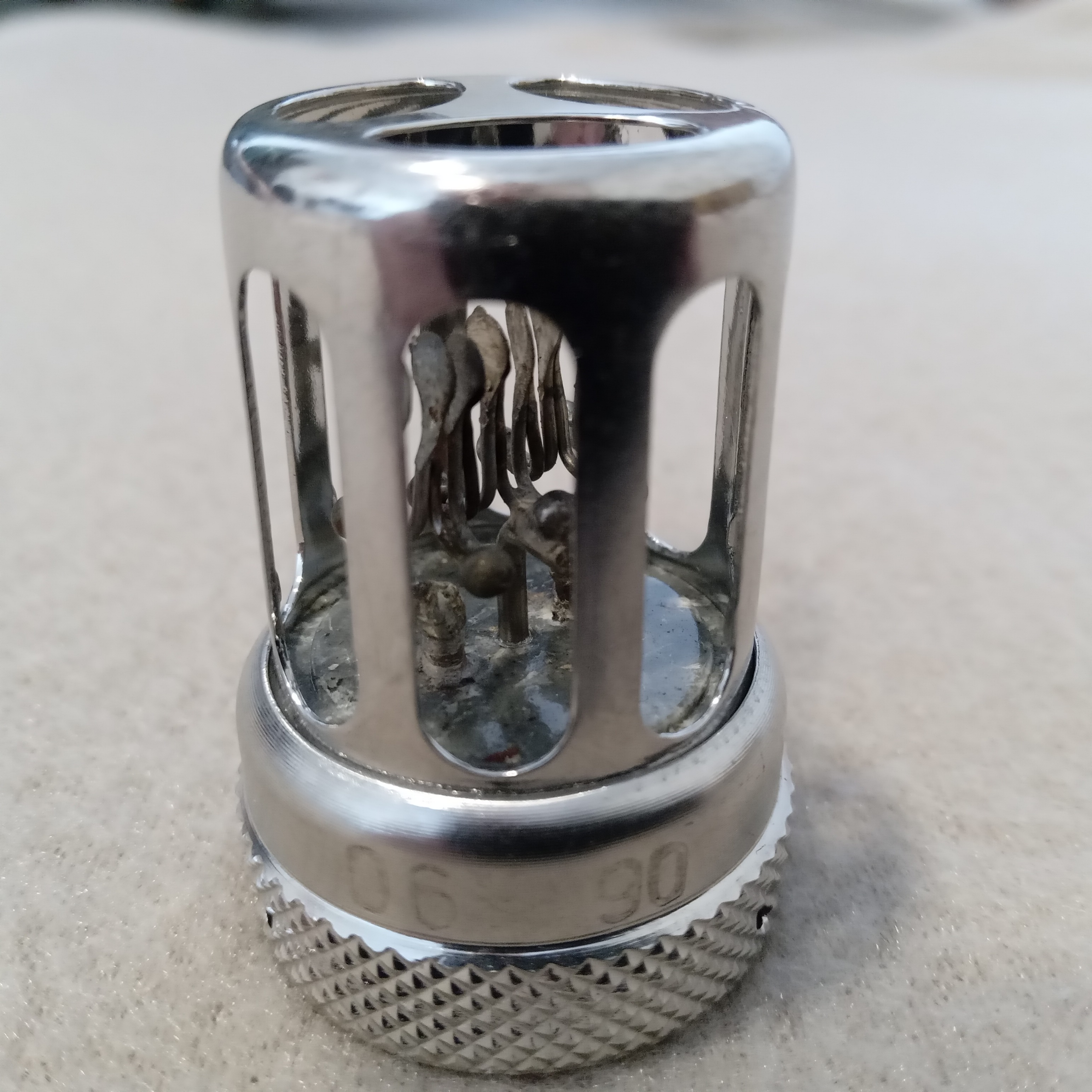
Сигнализатор пожара ДПС-1АГ (авиация)

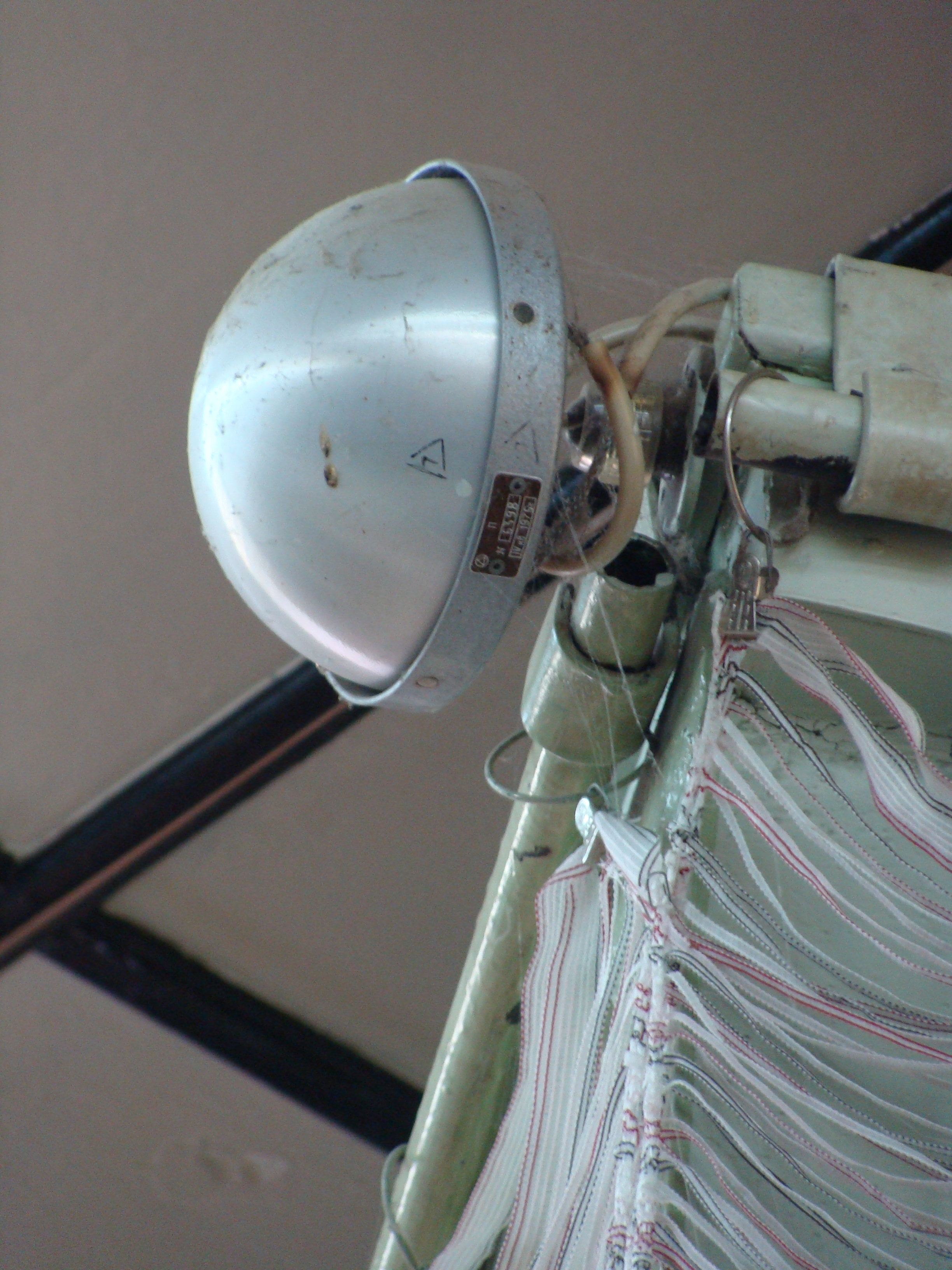
Охранно-пожарный ультразвуковой извещатель (СССР, 1975 год)

Пожа́рный извеща́тель (англ. Automatic Fire Detector) — датчик тревоги, который воспринимает начальные признаки возникшего пожара для дальнейшей передачи сигнала, либо для автономной подачи звукового сигнала. Слово извещатель вошло в русский литературный язык в 80-е годы для обозначения ручного или автоматического устройства для подачи сигнала о пожаре. Ранее в литературном языке использовалось словосочетание пожарный сигнализатор. В области противопожарной защиты самолетов и вертолетов в настоящее время продолжает использоваться термин сигнализатор пожара. В охранно-пожарных комбинированных:46 извещателях охранные и пожарные функции совмещены. В законодательстве ЕАЭС установлены термины извещатели пожарные, извещатели пожарные ручные.:прил.
Извещатель обнаруживает отклонение контролируемого параметра от допустимой нормы или сигнал в извещателе иницируется человеком вручную. Признаком, выделяющим извещатели из множества других датчиков является генерация тревожного сигнала (срабатывание). К тревожным относятся сигналы, связанные с возникновением угрозы для жизни, имущества или окружающей среды и предназначенные для передачи информации о таких угрозах. При срабатывании происходит переход релейного элемента рабочее состояние.

## История

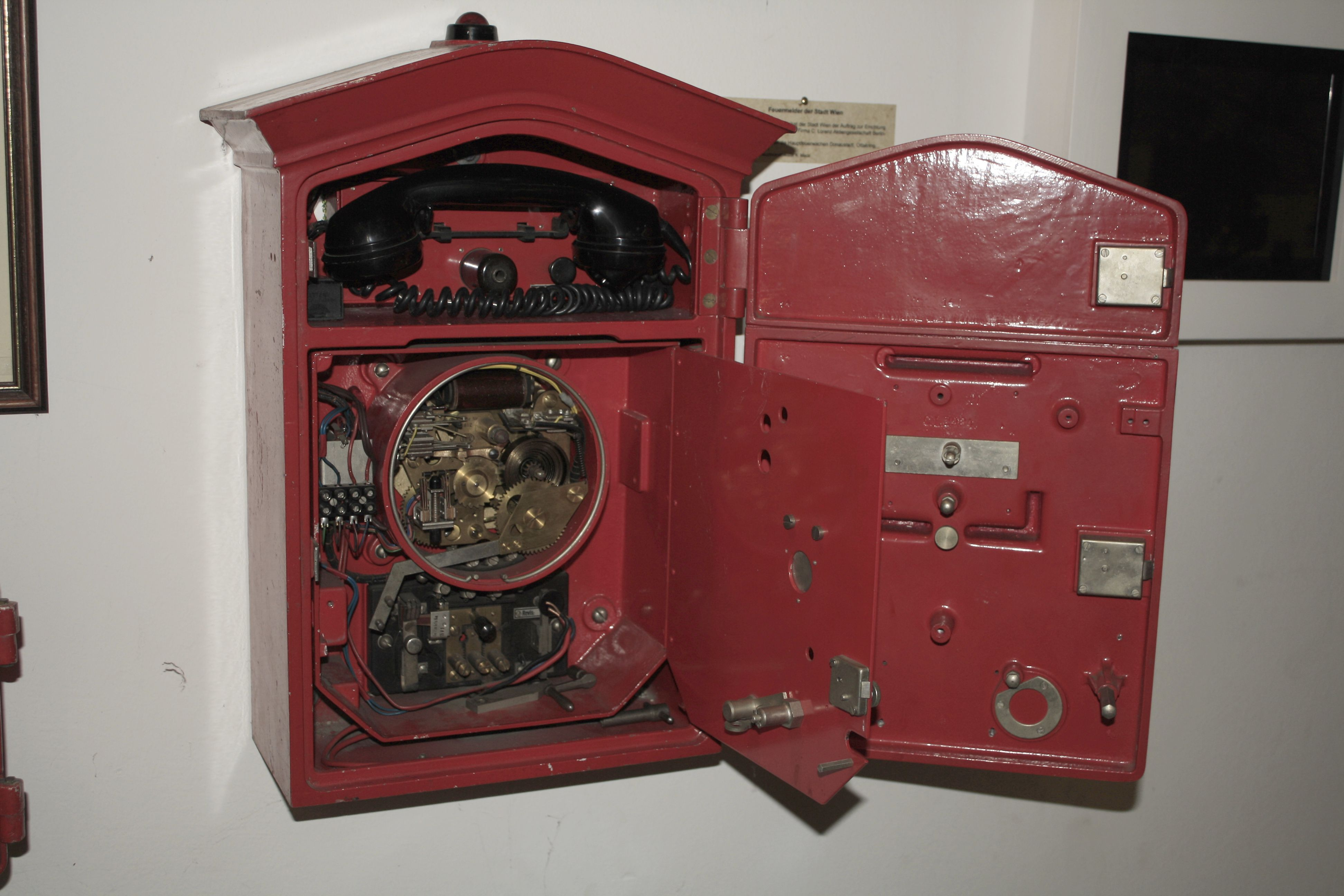
Ручной извещатель с телеграфной передачей сигнала

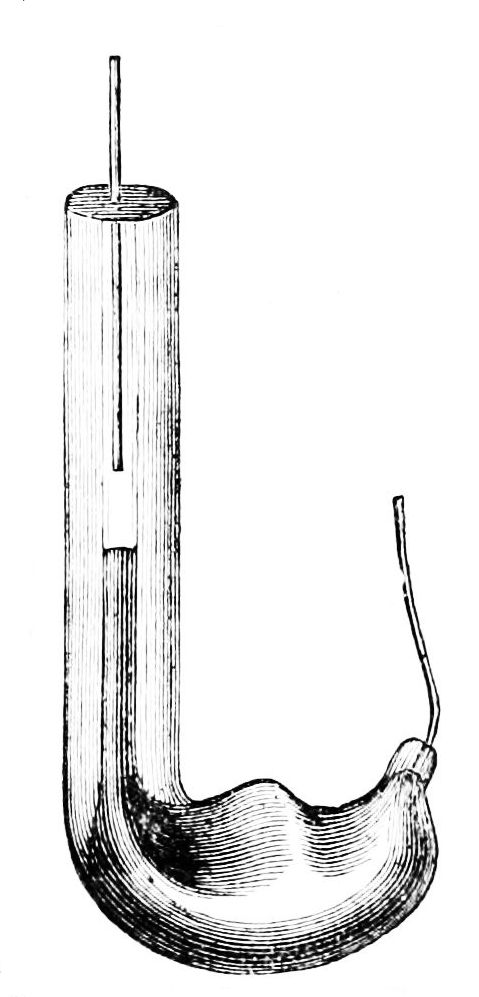
Тепловой извещатель конструкции конца XIX века. При повышении температуры ртуть расширяется и замыкает контакты

Извещатель (извести́тель, изве́ствователь) в Толковом словаре Владимира Даля (1881 год) кто извещает кого о чем, принес или доставил известие. В 1890 году автоматическими известителями называли части алармных аппаратов для обнаружения пожара.
Первоначально широкое распространение получили ручные извещатели, которые использовались для вызова пожарных на место пожара. К 1900 году в Лондоне были установлены 675 ручных извещателей с выводом сигнала в пожарную службу; к 1936 году их количество увеличилось до 1732.
К 1925 году в Ленинграде ручные извещатели были установлены в 565 пунктах, за 1924 год при помощи них было передано около 13 % всех сообщений о пожарах в городе. В начале XX века существовали ручные извещатели, включавшиеся в кольцевой шлейф регистрирующего прибора. При включении такой извещатель производил индивидуальное количество замыканий и размыканий и таким образом передавал сигнал на аппарат Морзе, устанавливавшийся на регистрирующем приборе. Ручные извещатели конструкции того времени состояли из часового механизма с маятниковым спуском, состоявшим из двух главных зубчатых колёс и сигнального колеса с тремя трущимися контактами. Механизм приводился в действие при помощи ленточной спиральной пружины, причём механизм извещателя, приведённый в действие, повторял номер сигнала четыре раза. Одного завода пружины хватало на подачу шести сигналов. Контактные части механизма, во избежание окисления, покрывались серебром. Этот тип сигнализации был предложен в 1924 г. заведующим Мастерскими Пожарного Телеграфа А. Ф. Рюльманом; её аппараты были в целях опыта установлены в 7-ми пунктах Центральной части города с приёмной станцией в части им Ленина. Действие сигнализации было открыто 6 марта 1924 г. После десятимесячной опытной эксплуатации, показавшей, что не было случая неполучения сигнала и что в работе сигнализации отмечается полное безотказное и точное действие, система была рекомендована к повсеместному применению.
В 1926 году в центральных районах Москвы осуществлялся капитальный ремонт кнопочной пожарной сигнализации, бездействовавшей с первых дней революции. Так как в то время в городе отсутствовали уличные таксофоны, эта сигнализация использовалась для вызова пожарных. Приёмная станция находилась в здании Городской пожарной станции. Восстановленная кнопочная сигнализация просуществовала до середины 30-х годов, когда появились уличные телефоны-автоматы.
Первый автоматический пожарный извещатель был тепловым. Одними из первых создателей тепловых извещателей были Фрэнсис Роббинс Аптон и Фернандо Диббл, которые получили патент США (№ 436961) 23 сентября 1890 года. В конструкцию входили электрические батареи, колокольный купол, магнит в разомкнутой цепи и термостатическое устройство. Термостатическое устройство обнаруживало аномальное количество тепла; после того, как фиксировалось превышение максимальной температуры, контур между батареей и магнитом замыкался, и специальный молоточек ударял по колокольному куполу, предупреждая находившихся в помещении людей об опасности.
Оптический точечный дымовой пожарный извещатель, основанный на принципе рассеяния света дымом в темной камере, был запатентован в США в 1975 году. Ранее существовали конструкции оптических дымовых извещателей, основанных на принципе поглощения света дымом:45. Также существовали радиоизотопные дымовые извещатели, однако их применение для защиты жилья в СССР было запрещено.

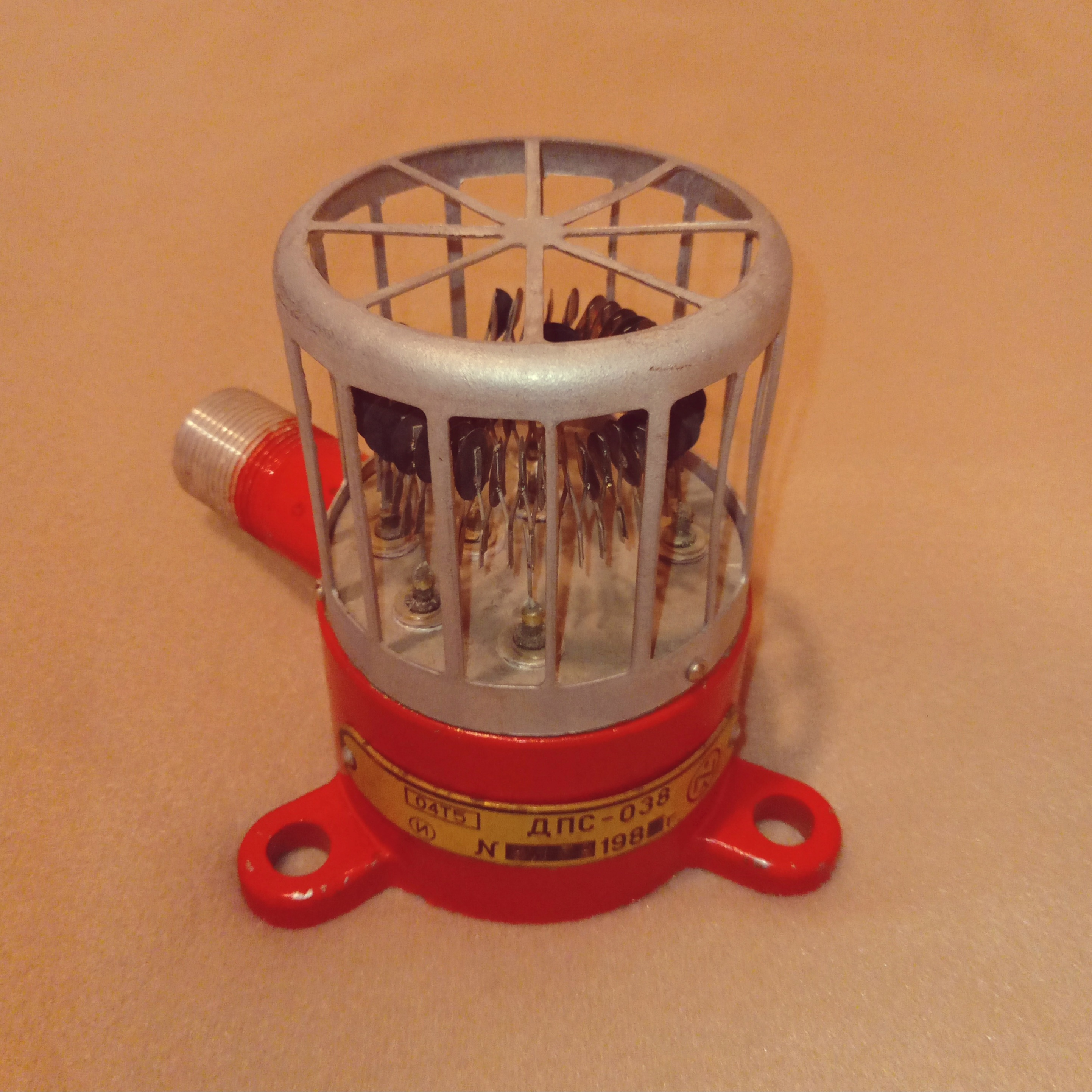
Искробезопасный тепловой дифференциальный сигнализатор пожара ДПС-038 (СССР, 1988 год)

В СССР применялись охранно-пожарные комбинированные извещатели. При возникновении пожара возникают турбулентные потоки воздушной среды. Под их воздействием ультразвуковое поле, заполняющее помещение, изменяется. Происходит изменение энергии ультразвука из-за поглощения тепловым потоком и отражение от границы раздела турбулентных потоков. Граница конвективной струи над очагом пожара неустойчива, поэтому возникает амплитудно-фазовая модуляция ультразвукового поля:38. Ультразвуковые извещатели сочетали охранные и пожарные функции, но могли работать только в закрытом помещении при отсутствии каких-либо двигающихся предметов:40. Ультразвуковое поле на объекте (в конструкции извещателей 1979 года) создавалось электроакустическим магнитострикционным преобразователем, который представляет собой механическую колебательную систему. Такой преобразователь обратим и применяется в качестве приёмника и излучателя ультразвуковых колебаний:38.

## Техническое регулирование и стандартизация

### Условные обозначения

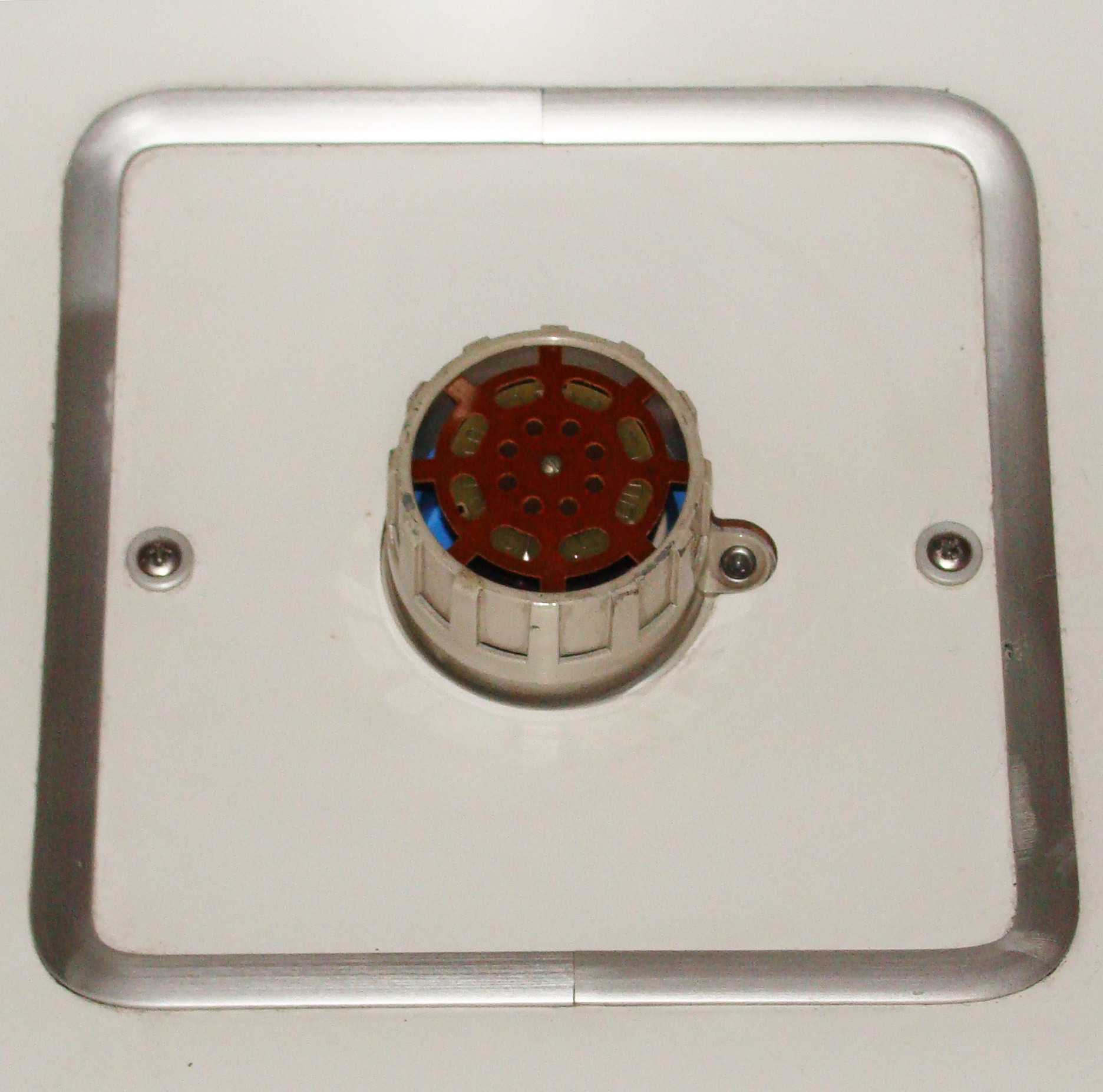
Пожарный дымовой извещатель в вагоне поезда, Россия

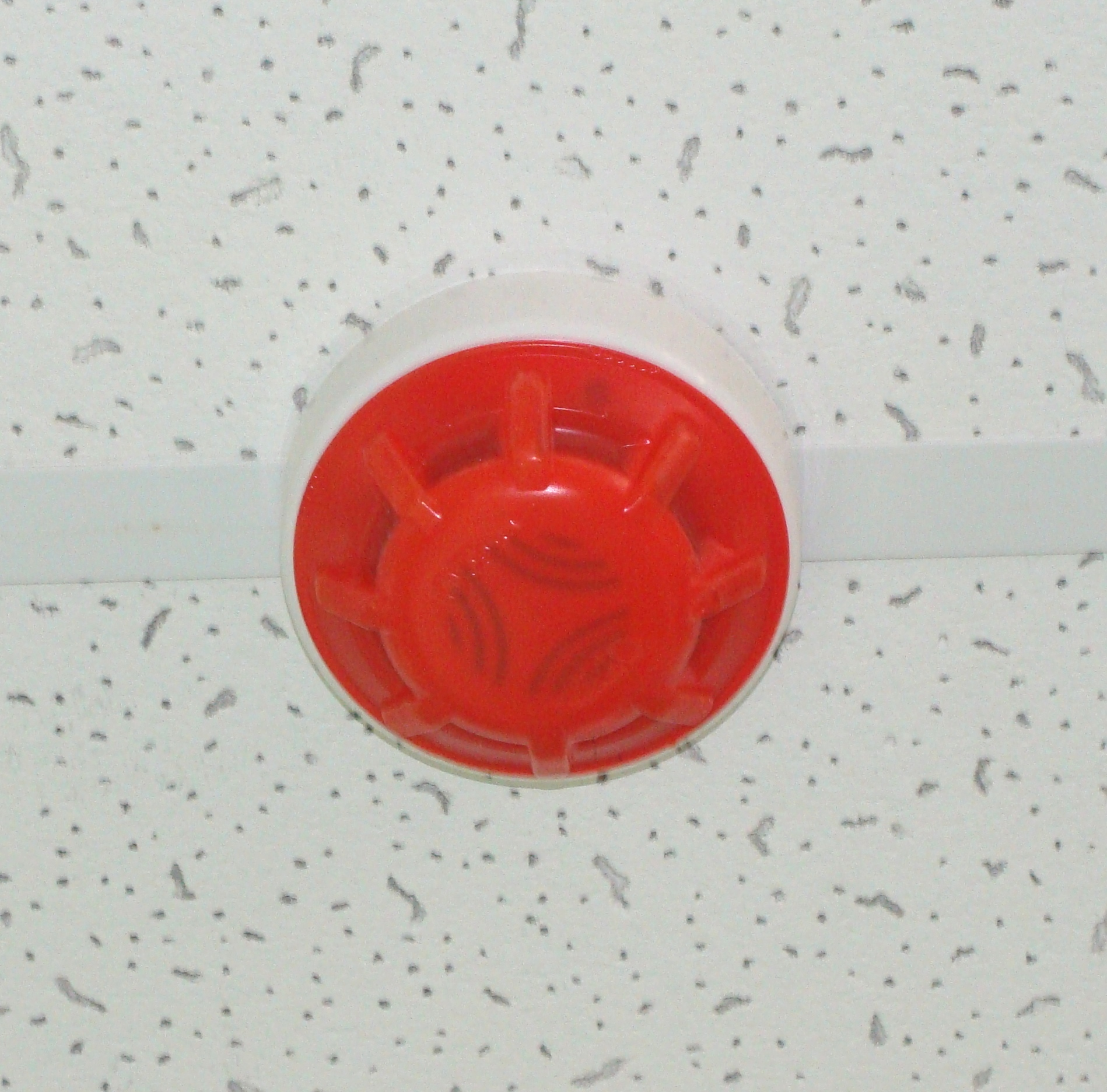
Дымовые извещатели на время проведения ремонта в помещении закрываются для защиты от пыли

В России нормативно установлена система обозначений пожарных извещателей в виде: ИП Х1Х2Х3-Х4-Х5:п. 4.1.2.
Аббревиатура ИП определяет наименование «извещатель пожарный». Элемент Х1 — обозначает контролируемый признак пожара; вместо Х1 приводят одно из следующих цифровых обозначений:
- 1 — тепловой;
- 2 — дымовой;
- 3 — пламени;
- 4 — газовый;
- 5 — ручной;
- 6…8 — резерв;
- 9 — при контроле других признаков пожара.

Элемент Х2Х3 обозначает принцип действия ИП; вместо Х2Х3 приводят одно из следующих цифровых обозначений:
- 01 — с использованием зависимости электрического сопротивления элементов от температуры;
- 02 — с использованием термо-ЭДС;
- 03 — с использованием линейного расширения;
- 04 — с использованием плавких или сгораемых вставок;
- 05 — с использованием зависимости магнитной индукции от температуры;
- 06 — с использованием эффекта Холла;
- 07 — с использованием объёмного расширения (жидкости, газа);
- 08 — с использованием сегнетоэлектриков;
- 09 — с использованием зависимости модуля упругости от температуры;
- 10 — с использованием резонансно-акустических методов контроля температуры;
- 11 — радиоизотопный;
- 12 — оптический;
- 13 — электроиндукционный;
- 14 — с использованием эффекта «памяти формы»;
- 15…28 — резерв;
- 29 — ультрафиолетовый;
- 30 — инфракрасный;
- 31 — термобарометрический;
- 32 — с использованием материалов, изменяющих оптическую проводимость в зависимости от температуры;
- 33 — аэроионный;
- 34 — термошумовой;
- 35 — при использовании других принципов действия.

Элемент Х4 обозначает порядковый номер разработки извещателя данного типа.
Элемент Х5 обозначает класс извещателя.

## Конструкция

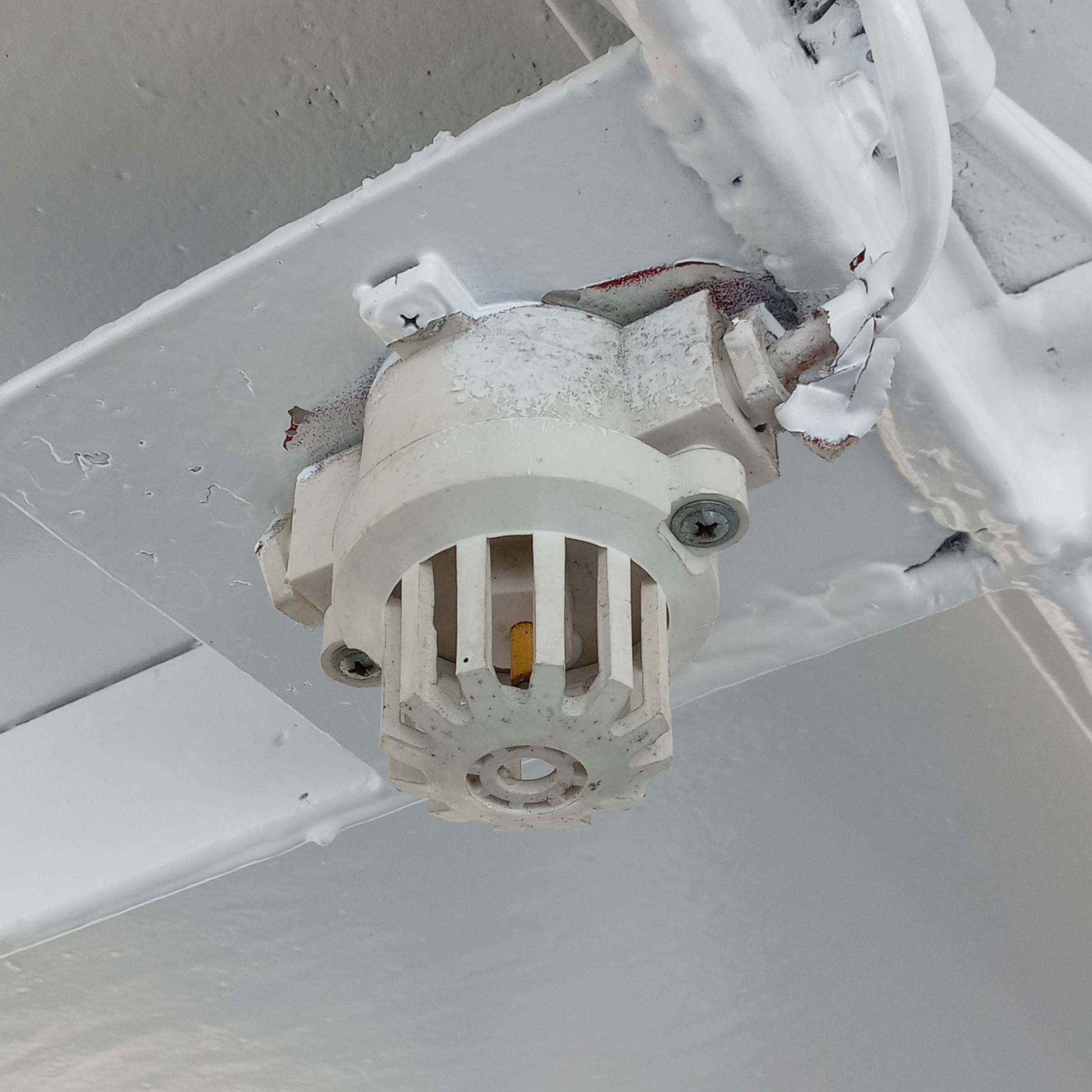
ИП 114-1 A3/DTK1.02 Чувствительный элемент пожарного извещателя ИП 102-2x2

Отдельные типы извещателей (линейные, многоточечные) могут производится не в виде единого изделия, а в виде отдельных чувствительных элементов и блоков обработки:6.1.2, блоков обработки и труб, выбираемых потребителем (аспирационные):10.1.8.
Пожарные извещатели делятся на два типа: автоматические и ручные. Автоматические извещатели реагируют на один или несколько факторов пожара.
Для преобразование контролируемого физического фактора пожара в сигнал, пригодный для дальнейшей обработки, в конструкцию пожарного извещателя входят чувствительные элементы. Наиболее часто преобразование контролируемого фактора пожара производится в электрический сигнал.
В зависимости от режима работы чувствительных элементов устройство извещателей можно разделить на следующие варианты:
- последовательное преобразование сигнала чувствительного элемента;
- сравнение и обработка сигналов с нескольких чувствительных элементов;
- сравнение и обработка сигналов чувствительного элемента и эталонного элемента[28]:13.

По зависимости между контролируемым параметром и выходным сигналом извещатели делятся на:
- аналоговые — с непрерывной зависимостью;
- пороговые — с релейной зависимостью. Извещатель становится пороговым при наличии хотя одного элементарного преобразователя с релейной характеристикой[28]:8.

Автоматические пожарные извещатели в зависимости от возможности их повторного включения после срабатывания делятся на следующие типы:
- возвратные извещатели с возможностью повторного включения — извещатели, которые из состояния пожарной тревоги могут без замены каких либо узлов снова вернуться в состояние контроля, как только исчезли факторы, приведшие к их срабатыванию. Они подразделяются на типы:
  - извещатели с автоматическим повторным включением — извещатели, которые после срабатывания самостоятельно переключаются в состояние контроля;
  - извещатели с дистанционным повторным включением — извещатели, которые могут быть переведены в состояние контроля при помощи дистанционно подаваемой команды;
  - извещатели с ручным включением — извещатели, которые могут быть переведены в состояние контроля при помощи ручного переключения на самом извещателе;
- извещатели со сменными элементами — извещатели, которые после срабатывания могут быть переведены в состояние контроля лишь путём замены некоторых элементов;
- извещатели без возможности повторного включения (без заменяемых элементов) — извещатели, которые после срабатывания больше не могут быть переведены в состояние контроля.

Автоматические пожарные извещатели по типу передачи сигналов делятся на:
- двухрежимные извещатели с одним выходом для передачи сигнала как об отсутствии, так и наличии признаков пожара;
- многорежимные извещатели с одним выходом для передачи ограниченного количества (более двух) типов сигналов о состоянии покоя, пожарной тревоги или других возможных состояний;
- аналоговые извещатели, которые предназначены для передачи сигнала о величине значения контролируемого ими признака пожара, или аналогового/цифрового сигнала, и который не является прямым сигналом пожарной тревоги[29].

## Точечные

### Тепловые
Тепловые извещатели применяются там, где на начальных стадиях пожара может выделяться значительное количество тепла, например, в складах горюче-смазочных материалов, либо там, где применение любых других извещателей невозможно. Применение таких извещателей в административно-бытовых помещениях запрещено.
При возникновении пожара поле наибольшей температуры располагается на расстоянии 10…23 см от потолка, поэтому теплочувствительные элементы извещателя располагаются, как правило, в этой области. Тепловой извещатель, расположенный под потолком на высоте шести метров над очагом пожара, срабатывает при тепловыделении пожара 420 кВт, а на высоте 10 метров — при 1,46 МВт:162.
Извещатель, реагирующий на факторы пожара в компактной зоне.

### Дымовые
Дымовой пожарный извещатель — автоматический пожарный извещатель, реагирующий на аэрозольные продукты горения. Подразделяют на оптико-электронные и ионизационные.
До 70 % пожаров возникает из тепловых микроочагов, развивающихся в условиях с недостаточным доступом к ним кислорода. Такое развитие очага, сопровождающееся выделением продуктов горения и протекающее в течение нескольких часов, характерно для целлюлозосодержащих материалов. Обнаруживать подобные очаги наиболее эффективно регистрацией продуктов горения в небольших концентрациях.

#### Оптико-электронные
Контроль оптической плотности среды оптико-электронными извещателями может производиться: контролем отражения и рассеивания частичками дыма оптического излучения (точечные извещатели); измерением поглощения оптического излучения частичками дыма (линейные извещатели).
Дымовые извещатели, использующие оптические средства обнаружения, реагируют по-разному на дым разных цветов. Точечные извещатели, контролирующие рассеянный частичками дыма свет, как правило, плохо обнаруживают черный дым, который сильно поглощает излучение. Линейный извещатели, работающие на принципе измерения поглощенного излучения, обнаруживают черный и серый дым.
Оптоэлектронная система, для обнаружения дыма измеряющая интенсивность светового луча в оптическом канале между светодиодом и фотодиодом является оптроном с открытым оптическим каналом.
Точечный извещатель реагирует на факторы пожара в компактной зоне. Принцип действия точечных оптических извещателей основан на рассеивании серым дымом инфракрасного излучения. Хорошо реагируют на серый дым, выделяющийся при тлении на ранних стадиях пожара. Плохо реагирует на чёрный дым, поглощающий инфракрасное излучение.
Для периодического обслуживания извещателей необходимо разъёмное соединение, так называемая «розетка» с четырьмя контактами, к которой подключается дымовой извещатель. Для контроля отключения датчика от шлейфа существуют два отрицательных контакта, которые замыкаются при установке извещателя в розетку.
В точечных дымовых оптических пожарных извещателях используется эффект диффузного рассеивания излучения светодиода на частицах дыма. Светодиод располагается таким образом, чтобы исключить прямое попадание его излучения на фотодиод. При появлении частиц дыма часть излучения отражается от них и попадает на фотодиод. Для защиты от внешнего света оптопара — светодиод и фотодиод, размещаются в дымовой камере из пластика чёрного цвета.
Конструкция дымовой камеры должна удовлетворять противоречивым требованиям: обеспечивать свободный доступ для воздушных потоков, исключать влияние внешнего света, электромагнитных помех и пыли. Форма пластинок, расположенных по периметру дымовой камеры, выбирается исходя из требований максимального ослабления фонового освещения как от светодиода оптопары, так и от внешних источников. Прямые лучи света должны поглощаться при многократном переотражении на поверхности пластинок. Плавные изгибы пластинок не должны вносить значительных изменений в направление воздушного потока и обеспечивать вентилируемость дымовой камеры.
Экспериментальные исследования показали, что время обнаружения тестового очага пожара при расположении дымовых извещателей на расстоянии 0,3 м от потолка возрастает в 2..5 раз. А при установке извещателя на расстоянии 1 м от перекрытия можно прогнозировать увеличение времени определения пожара уже в 10..15 раз.
Когда разрабатывались первые советские оптические дымовые извещатели, не было специализированной элементной базы, стандартных светодиодов и фотодиодов. В дымовом фотоэлектрическом извещателе ИДФ-1М в качестве оптопары использовались лампа накаливания типа СГ24-1,2 и фоторезистор типа ФСК-Г1. Это определяло низкие технические характеристики извещателя ИДФ-1М и слабую защиту от внешних воздействий: инерционность срабатывания при оптической плотности 15 — 20 %/м составляла 30 с, напряжение питания 27±0,5 В, ток потребления более 50 мА, масса 0,6 кг, фоновая освещённость до 500 лк, скорость воздушного потока до 6 м/с. На период 2000…2006 год на российских АЭС эксплуатировалось 629 извещателей ИДФ-М.
В комбинированном дымо-тепловом извещателе ДИП-1 были применены светодиод и фотодиод, причём расположенные в вертикальной плоскости. Использовалось уже не непрерывное излучение, а импульсное: длительность 30 мкс, частота 300 Гц. Для защиты от помех было применено синхронное детектирование, то есть вход усилителя был открыт только во время излучения светодиода. Это обеспечило более высокую защиту от помех, чем в извещателе ИДФ-1М и значительно улучшило характеристики извещателя: инерционность снизилась до 5 с при оптической плотности 10 %/м, то есть в 2 раза меньшей, масса снизилась в 2 раза, допустимая фоновая освещённость увеличилась в 20 раз, до 10000 лк, допустимая скорость воздушного потока увеличилась до 10 м/с. В режиме «Пожар» включался светодиодный индикатор красного цвета. Для передачи сигнала тревоги в извещателях ДИП-1 и ИДФ-1М использовалось реле, что определяло значительные токи потребления: более 40 мА в дежурном режиме и более 80 мА в тревоге, при напряжении питания 24±2,4 В и необходимости использования раздельных сигнальных цепей и цепей питания.

### Ионизационные
Принцип действия ионизационных извещателей основан на регистрации изменений ионизационного тока, возникающих в результате воздействия на него продуктов горения. Ионизационные извещатели делятся на радиоизотопные и электроиндукционные.

#### Радиоизотопный
Радиоизотопный извещатель — это дымовой пожарный извещатель, который срабатывает вследствие воздействия продуктов горения на ионизационный ток внутренней рабочей камеры извещателя. Извещатель обнаруживает продукты горения (дым) с помощью ионизационной камеры с источником α-излучения. Извещатель контролирует ток в камере между электродами. При попадании дыма в камеру ток резко падает. В ионизационной камере под действием радиоактивных излучений в газе появляются ионы. Камера имеет электроды, одним из которых может быть корпус камеры. При наличии разности потенциалов между электродами в цепи возникает ионизационный ток.
В России не допускается размещение и использование радиоизотопных дымовых извещателей в детских организациях и жилых зданиях и помещениях.
В советских радиоизотопных извещателях (РИД-1, КИ) источником ионизации являлся радиоактивный изотоп плутония-239. Извещатели входят в первую группу потенциальной радиационной опасности.
Основным элементом радиоизотопного извещателя РИД-1 являются две ионизационные камеры, включенные последовательно. Точка соединения подключена к управляющему электроду тиратрона. Одна из камер является открытой, другая закрыта и выполняет роль компенсирующего элемента. Ионизация воздуха в обеих камерах создаётся изотопом плутония. Под действием приложенного напряжения в камерах протекает ионизационный ток. При попадании дыма в открытую камеру её проводимость уменьшается, напряжение на обоих камерах перераспределяется, в результате чего возникает напряжение на управляющем электроде тиратрона. При достижении напряжения зажигания тиратрон начинает проводить ток. Увеличение потребления тока приводит к срабатыванию сигнализации. Встроенные в извещатель источники радиации не представляют опасности, так как излучение полностью поглощается в объёме ионизационными камерами. Опасность может возникнуть только при нарушении целостности источника излучения. Также в извещателе используется тиратрон ТХ11Г c незначительным количеством радиоактивного никеля, излучение поглощается объёмом тиратрона и его стенками. Опасность может возникнуть при разбитии тиратрона.
Назначенный срок службы радиоактивных источников извещателей составлял:
- РИД-1; КИ-1; ДИ-1 — 6 лет;
- РИД-6; РИД-6 м и подобные — 10 лет[47].

Радиоизотопный дымовой пожарный извещатель типа РИД-6М более 15 лет серийно производился на заводе «Сигнал» (г. Обнинск, Калужской обл.) с общим объёмом выпуска до 100 тыс.шт. в год. Извещатель РИД-6М имеет ограниченный назначенный срок службы альфа-источников типа АИП-РИД — 10 лет с момента их выпуска. Существует технология установки новых альфа-источников типа АИП-РИД в пожарных извещателях прошлых лет выпуска, что позволяет продолжать эксплуатацию извещателей ещё 10 лет, вместо их вынужденного демонтажа и захоронения.
Высокая чувствительность позволяет использовать радиоизотопные извещатели как составной компонент аспирационных извещателей. При прокачке через извещатель воздуха защищаемых помещений он может обеспечивать подачу сигнала при появлении даже ничтожного количества дыма — от 0,1 мг/м³. При этом длина трубок для забора воздуха практически не ограничивается. К примеру, практически всегда регистрирует факт воспламенения спичечной головки на входе воздухозаборной трубки длиной 100 м.

#### Электроиндукционный
Принцип работы извещателя: аэрозольные частицы засасываются из окружающей среды в цилиндрическую трубку (газоход) при помощи малогабаритного электрического насоса и попадают в зарядную камеру. Здесь, под воздействием униполярного коронного разряда, частицы приобретают объёмный электрический заряд и, двигаясь далее по газоходу, попадают в измерительную камеру, где наводят на её измерительном электроде электрический сигнал, пропорциональный объёмному заряду частиц и, следовательно, их концентрации. Сигнал с измерительной камеры попадает в предварительный усилитель и далее в блок обработки и сравнения сигнала. Датчик осуществляет селекцию сигнала по скорости, амплитуде и длительности и выдаёт информацию при превышении заданных порогов в виде замыкания контактного реле.
Электроиндукционные извещатели используются в системах пожарной сигнализации модулей «Заря» и «Пирс» МКС.

### Извещатели пламени
Извещатель пламени — извещатель, реагирующий на электромагнитное излучение пламени или тлеющего очага.
Извещатели пламени применяются, как правило, для защиты зон, где необходима высокая эффективность обнаружения, поскольку обнаружение пожара извещателями пламени происходит в начальной фазе пожара, когда температура в помещении ещё далека от значений, при которых срабатывают тепловые пожарные извещатели.
Извещатели пламени обеспечивают возможность защиты зон со значительным теплообменом и открытых площадок, где невозможно применение тепловых и дымовых извещателей.
Извещатели пламени применяются для организации контроля наличия перегретых поверхностей агрегатов при авариях, например, для обнаружения пожара в салоне автомобиля, под обшивкой агрегата, контроля наличия твёрдых фрагментов перегретого топлива на транспортёре.

### Газовые
Пожарный газовый извещатель — прибор, реагирующий на газы, выделяющиеся при тлении или горении материалов. Большая часть горючих веществ является органическими соединениями. При сгорании этих веществ выделяются углекислый газ и угарный газ. Чувствительный элемент газового извещателя чаще всего представляет собой сенсор, регистрирующий повышение концентрации в атмосфере СО2 и СО.

### Ручные

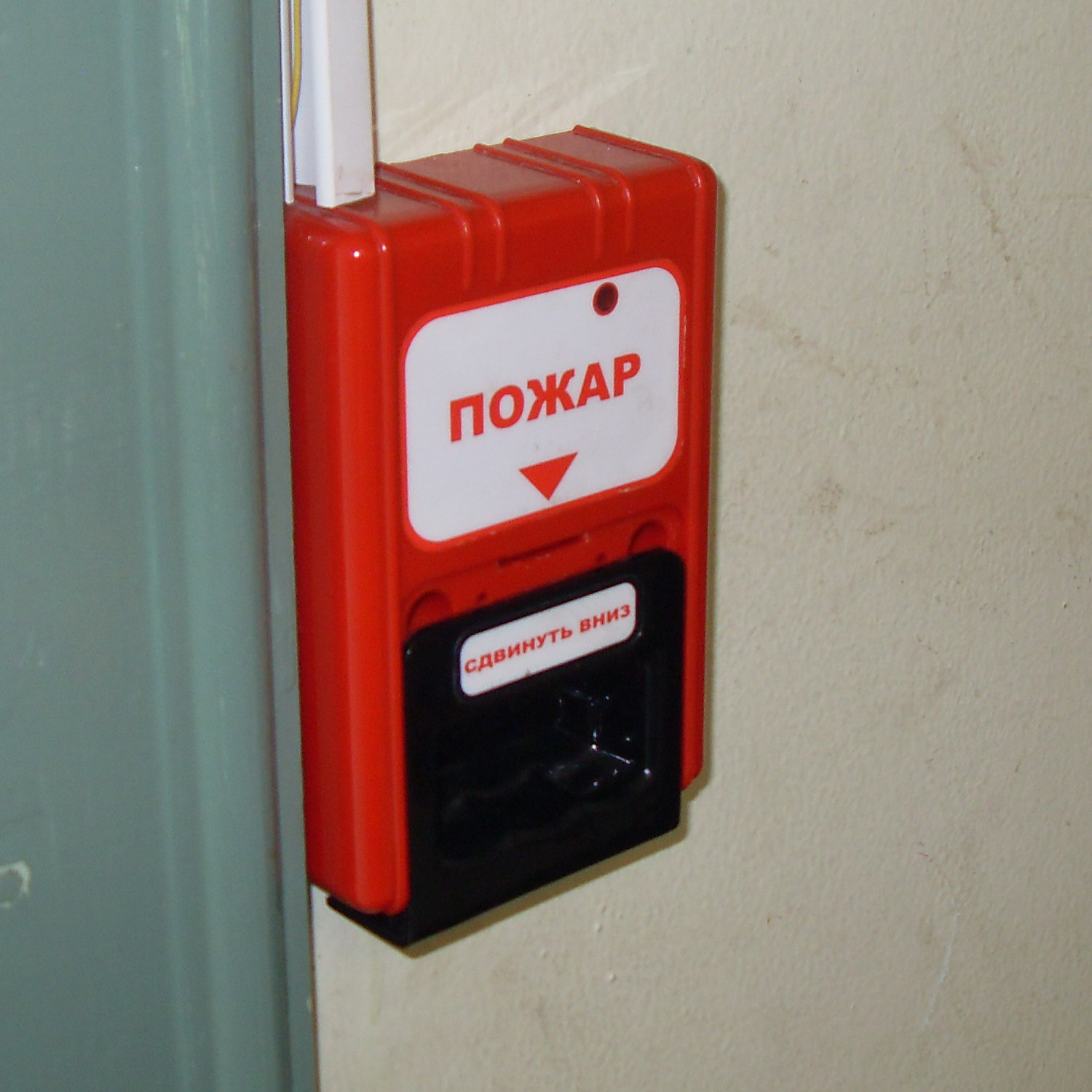
Пожарный ручной извещатель

Пожарный ручной извещатель (англ. Manual Fire Alarm Box)  — устройство, предназначенное для ручного включения сигнала пожарной тревоги в системах пожарной сигнализации и пожаротушения. Ручные пожарные извещатели следует устанавливать на высоте 1,5 м от уровня земли или пола. Освещённость в месте установки ручного
пожарного извещателя должна быть не менее 50 Лк.
В сооружениях для наземного хранения легковоспламеняющихся и горючих жидкостей ручные извещатели устанавливаются на обваловке.

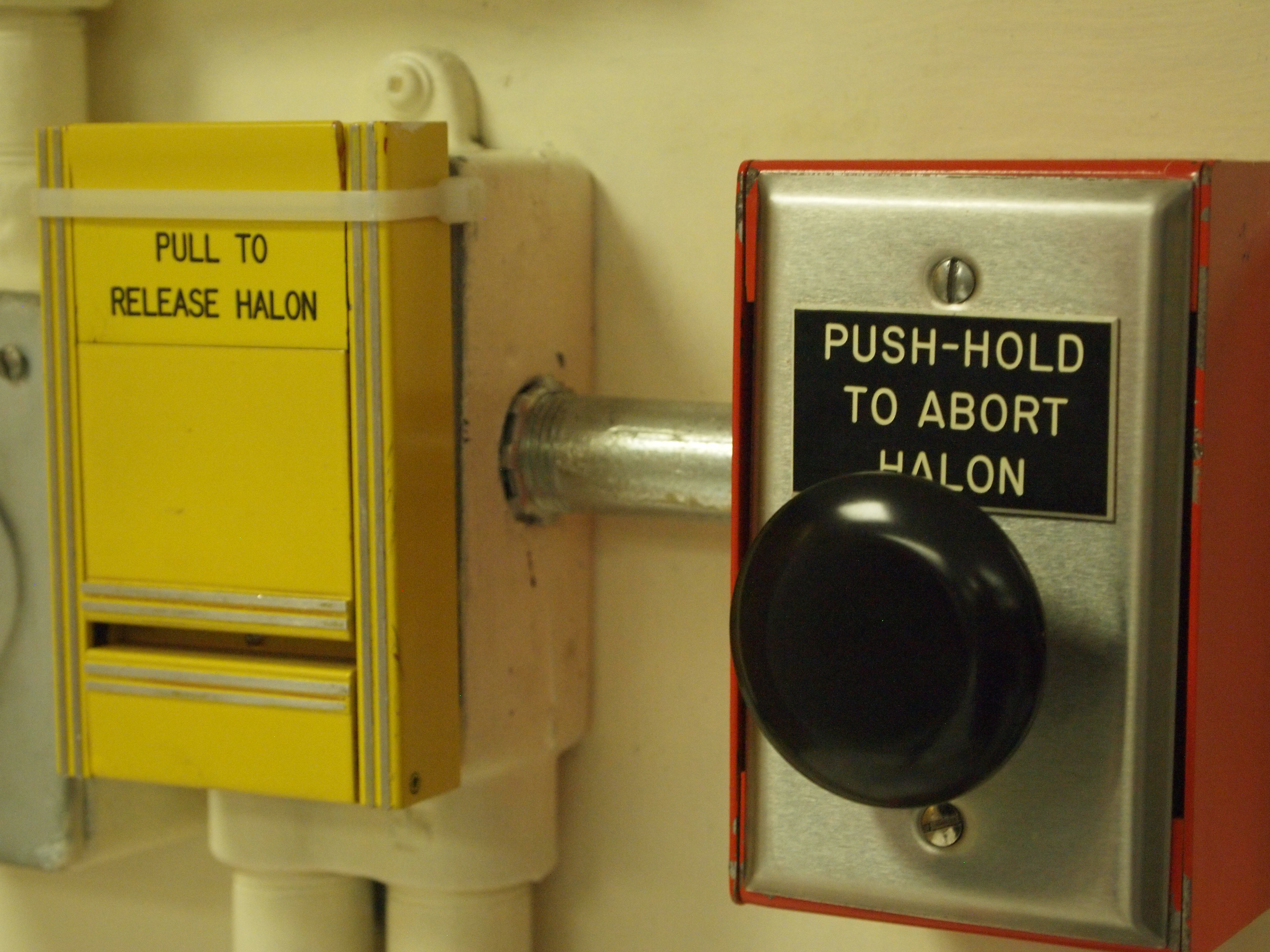
Устройство ручного пуска установки газового пожаротушения

### Автономные
Автономный пожарный извещатель — автоматический пожарный извещатель, в корпусе которого расположены элементы, необходимые для обнаружения пожара, непосредственного оповещения о нём звуковым сигналом и автономного питания. Как правило, реагирует на дым. Наиболее часто не имеет внешних соединений или соединения только для локальной сети. Извещатели, имеющие локальные внешние соединения объединяют в сеть для того, чтобы при срабатывании одного извещателя звуковой сигнал подавался всеми извещателями, входящими в сеть. Существуют варианты конструкции, позволяющие использовать автономные пожарные извещатели в составе установки пожарной сигнализации.

## Линейные и многоточечные

### Тепловые
Тепловые многоточечные извещатели — это автоматические извещатели, чувствительные элементы которых представляют собой совокупность точечных сенсоров, дискретно расположенных на протяжении линии. Шаг их установки определяется требованиями нормативных документов и техническими характеристиками, указываемыми в технической документации на конкретное изделие.
Линейный тепловой пожарный извещатель — тепловой пожарный извещатель, реагирующий на факторы пожара в протяжённой линейной зоне. Осуществляет контроль окружающей среды на протяжении некоторой линии и реагирует на тепло. Термин «термокабель» часто используется вместо термина «линейный тепловой извещатель». Причиной этого был дословный перевод названия извещателя «TERMOCABLE» фирмы Protectowire (США), которая была первым иностранным поставщиком в Россию линейных тепловых извещателей.
Существует вид кабельных изделий, предназначенных для использования в качестве датчиков в системах пожарной автоматики, охранных системах, в системах контроля ядерных реакторов. При определенных внешних условиях или воздействиях они вырабатывают электрический сигнал или изменяют свои электрические параметры, что и регистрируется системах контроля. Общее название: кабели-датчики. В отличие от остальных типов кабелей кабели-датчики не имеют каких-либо унифицированных конструктивных элементов, для них не установлены ряды сечений (диаметров) жил, рабочих температур, рабочего напряжения.

#### Механический
В качестве сенсора температуры данного извещателя может использоваться герметичная металлическая трубка, заполненная газом, а также датчик давления, подключенный к электронному блоку управления. При воздействии температуры на любой участок сенсорной трубки изменяется внутреннее давление газа, значение которого регистрируется электронным блоком. Данный тип линейного теплового пожарного извещателя многоразового действия. Длина рабочей части металлической трубки сенсора имеет ограничение по длине до 300 метров.
В СССР применялась конструкция линейного теплового извещателя в виде капроновой нити диаметром 0,8…1 мм. При пожаре натянутая нить перегорала и замыкался контакт, расположенный на конце нити.

#### Термочувствительные кабели
Линейный тепловой пожарный извещатель, у которого в качестве сенсора температуры используется изоляция между проводниками, имеющая отрицательный температурный коэффициент. Данный вид извещателя работает только в комплекте с электронным управляющим блоком. При воздействии температуры на любой участок термокабеля изменяется сопротивление в точке воздействия. С помощью управляющего блока можно задать разные пороги температурного срабатывания. Данный тип пожарного извещателя является аналоговым.:п. 3.8
В качестве изоляции может использоваться минеральная:5, полупроводниковая или стекло:108.
Конструктивно извещатели с минеральной изоляцией выполнены в виде коаксиального кабеля с внешним проводником из нержавеющей стали или жаростойкого сплава.:108 Электрод-жила отделена от оболочки термочувствительным материалом, который при нагреве резко изменяет свои свойства. В извещателях может использоваться изменение наполнителем электросопротивления, термо ЭДС, диэлектрической проницаемости или несколько данных эффектов одновременно.  В 1976 году завод Экспокабель освоил выпуск кабелей КЧТС, которые использовались в качестве датчиков для запуска систем пожаротушения в моторных отсеках самолетов, в первую очередь для ТУ-144. В СССР в 80е годы производились термочувствительные кабели КТЧС(С)-175, КТЧС(С)-275, КТЧС(С)-390:111 на температуры срабатывания 175 °C, 275 °C, 390 °C соответственно. При достижении температуры срабатывания сопротивление изоляции опускается до 104 Ом·м.:110 В 2003 году в ТУ 16-505.431-73 на кабели термочувствительные введено требование по огнестойкости (предел пожаростойкости). В настоящее время в России производится кабель КТЧС (С)-165.
Применяемый в 1969 году линейный извещатель Firewire фирмы Graviner имел конструкцию в виде коаксиального кабеля с заполнением между проводниками температурно-чувствительным веществом. Температура срабатывания зависела от длины участка, на котором было воздействие. Параметры лежали в пределах: 5 футов — 245°C, 40 футов — 180°C.:26
При применении в термочувствительных кабелях изоляции из алюмоборосиликатного стекла требуется добавления в изоляцию специальных добавок, уменьшающих сопротивление стекла при повышении температуры. Такие извещатели не являются огнестойкими и при аварийном повышении температуры требует замены.:109

#### Электромеханический
Электромеханический — линейный тепловой пожарный извещатель, у которого в качестве сенсора температуры используется термочувствительный материал, нанесённый на два механически напряжённых провода (витая пара), под воздействием температуры термочувствительный слой размягчается, и два проводника накоротко замыкаются. Данный тип пожарного извещателя является пороговым.:п. 3.19
Особенностями электромеханических извещателей являются:
- только максимальные извещатели;
- температура срабатывания зависит от материала изоляции;
- после срабатывания необходимо менять участок кабеля.[56]

В 1940 году в США был запатентован электромеханический линейный тепловой извещатель.
В 1987 г рекомендовалось для высотных стеллажных складов для прокладки по стеллажам в качестве линейного извещателя использовать провод П247М.

#### Оптический
В качестве чувствительно элемента такого извещателя используется оптико-волоконный кабель.
Работа чувствительного элемента основана на периодическом испускании и регистрации светового импульса, отраженного от конца световода. Проводится анализ интенсивностей спектральных составляющих отраженного сигнала. Продольное распределение температуры определяется из отношения интенсивностей антистоксовой и стоксовой составляющих отраженного сигнала. При этом требуется сложная спектральная аппаратура для обработки сигнала, так как интенсивность антистоксовой составляющей рассеянного света на несколько порядков меньше интенсивности его стоксовой компоненты, которая значительно уступает по интенсивности бриллюэновскому рассеянию, имеющему меньший спектральный сдвиг.
Отраженный сигнал в оптоволокне существенно ниже реагирует на изменение температуры, чем на изгиб и другие механическим воздействия.

#### Пиротехнический
Может применяется в системах пожаротушения в качестве теплового извещателя и средства инициирования системы пожаротушения. Транслятор огневого импульса (ТОИ) конструктивно представляет собой шнур с внутренним каналом, оплетенный нитью, поверх которой, на расстоянии не более одного метра друг от друга наклеены пиротехнические элементы.

### Дымовые

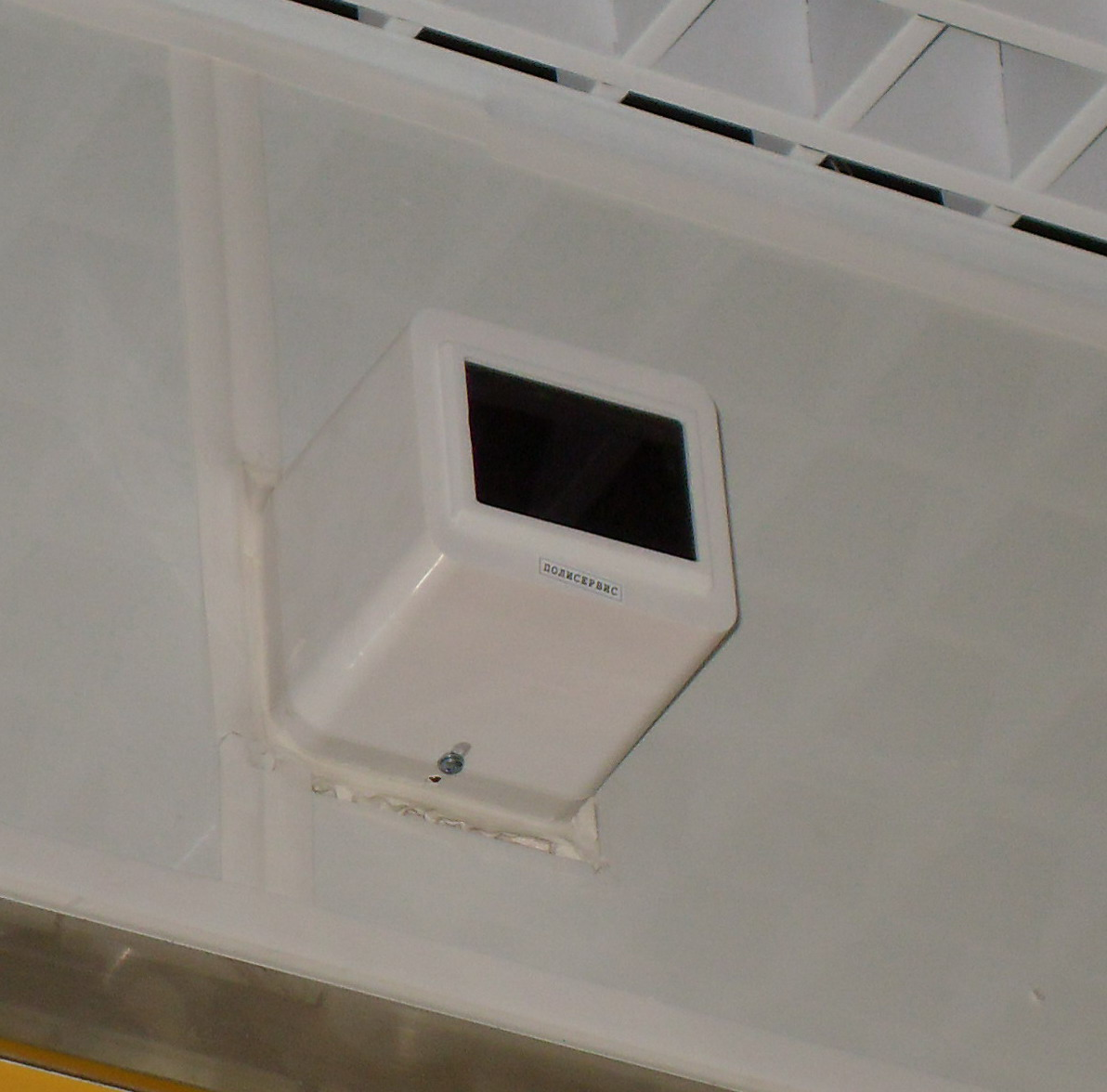
Извещатель пожарный дымовой линейный российского производства

Линейный — двухкомпонентный извещатель состоящий из блока приёмника и блока излучателя (либо одного блока приёмника-излучателя и отражателя) реагирует на появление дыма между блоком приёмника и излучателя.

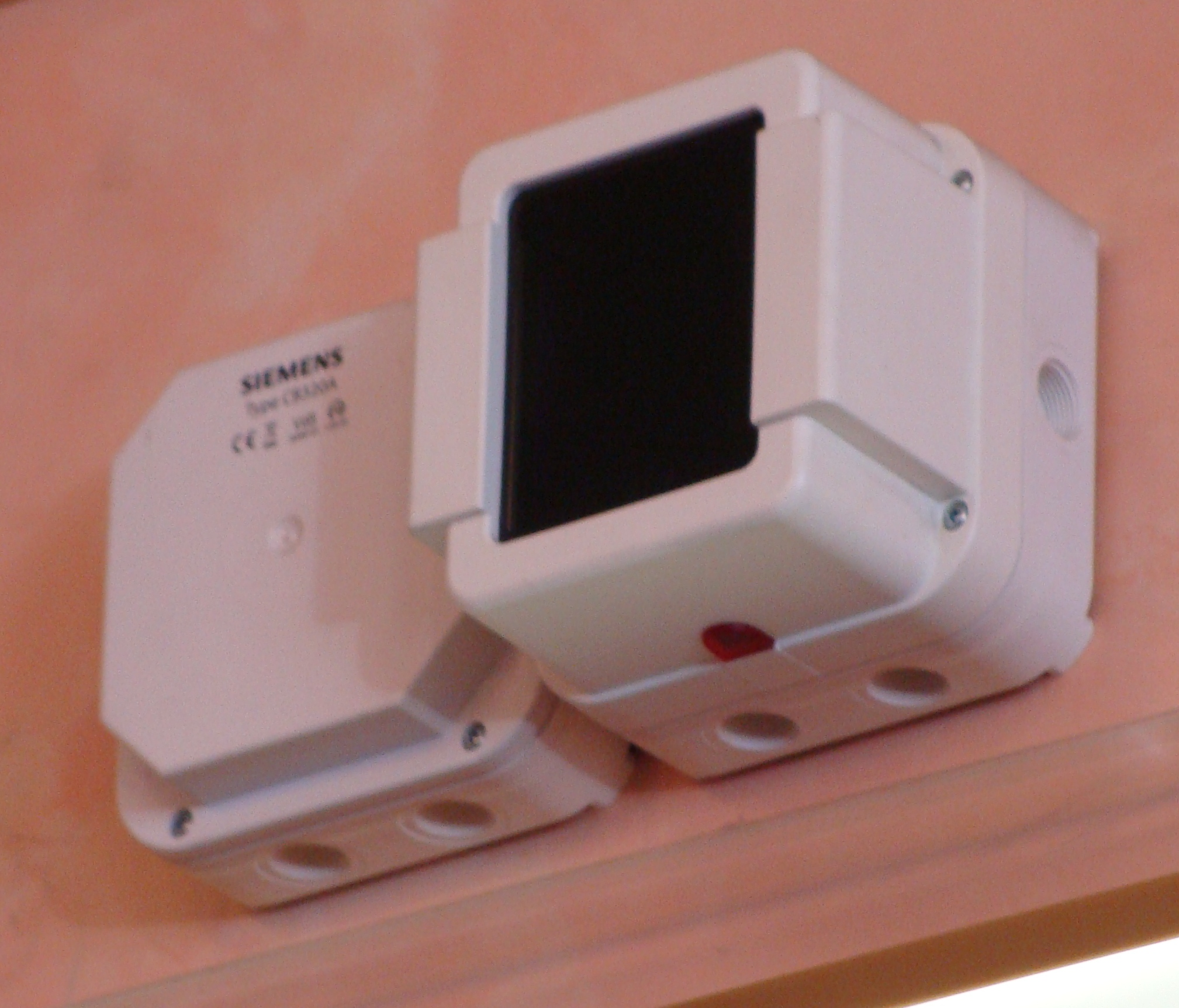
Извещатель пожарный дымовой линейный производства Siemens

Устройство линейных дымовых пожарных извещателей основано на принципе ослабления электромагнитного потока между разнесёнными в пространстве источником излучения и фотоприёмником под воздействием частиц дыма. Прибор такого типа состоит из двух блоков, один из которых содержит источник оптического излучения, а другой — фотоприёмник. Оба блока располагают на одной геометрической оси в зоне прямой видимости.
Особенностью всех линейных дымовых извещателей является функция самотестирования с передачей сигнала «Неисправность» приёмно-контрольному прибору. Из-за этой особенности применение одновременно с другими извещателями является правильным только в знакопеременных шлейфах. Включение линейных извещателей в знакопостоянные шлейфы ведёт к блокировке сигналом «Неисправность» сигнала «Пожар», что противоречит НПБ 75. В знакопостоянный шлейф можно включать только один линейный извещатель.
Один из первых советских линейных извещателей имел название ДОП-1 и использовал в качестве источника света лампу накаливания СГ-24-1,2. В качестве фотоприёмника использовался германиевый фотодиод. Извещатель состоял из приёмно-передающего блока, служащего для излучения и приёма светового луча, и светоотражателя, устанавливаемого перпендикулярно направленному световому лучу на требуемом расстоянии. Номинальное расстояние между приёмно-передающим блоком и отражателем 2,5±0,1 м.
Устройство фотолучевое ФЭУП-М советского производства состояло из излучателя и фотоприёмника инфракрасного луча.

## Объемные

### Аспирационные
Аспирационный извещатель осуществляет принудительный отбор воздуха из защищаемого объёма с последующим мониторингом ультрачувствительными лазерными дымовыми извещателями; обеспечивает сверхраннее обнаружение критической ситуации. Аспирационные дымовые пожарные извещатели позволяют защитить объекты, в которых невозможно разместить пожарный извещатель.
Особенности конструкции позволяли создавать дымовые не автоматические извещатели.
Пожарный аспирационный извещатель применим в помещениях архивов, музеев, складов, серверных, коммутаторных помещений электронных узлов связи, центров управления, «чистых» производственных зон, больничных помещений с высокотехнологичным диагностическим оборудованием, телевизионных центров и радиовещательных станций, компьютерных залов и других помещений с дорогостоящим оборудованием. На таких объектах крайне важно достоверно обнаружить и ликвидировать очаг на самой ранней стадии развития (на этапе тления) — задолго до появления открытого огня, либо при возникновении перегрева отдельных компонентов электронного устройства. При этом, учитывая, что такие зоны обычно оснащены системой контроля температуры и влажности, в них производится фильтрация воздуха, имеется возможность значительно увеличить чувствительность пожарного извещателя, избежав при этом ложных срабатываний.
Недостатком аспирационных извещателей является их высокая стоимость.